# Rosablanche
Rosablanche – szczyt w Alpach Pennińskich, w masywie Pleureur. Leży w Szwajcarii w kantonie Valais. Szczyt otaczają lodowce Glacier Grand Désert i Prafleuri. Szczyt można zdobyć ze schroniska Cabane de Prafleuri (2660 m).